# سیارک ۴۰۱۴
سیارک ۴۰۱۴ (به انگلیسی: 4014 Heizman، نامگذاری:1979SG10) چهار هزار و چهاردهمین سیارک کشف شده‌است که در ۲۸ سپتامبر ۱۹۷۹ کشف شد.
قدر مطلق سیارک برابر ۱۲٫۰۰ است.